# Moldovițai kolostor

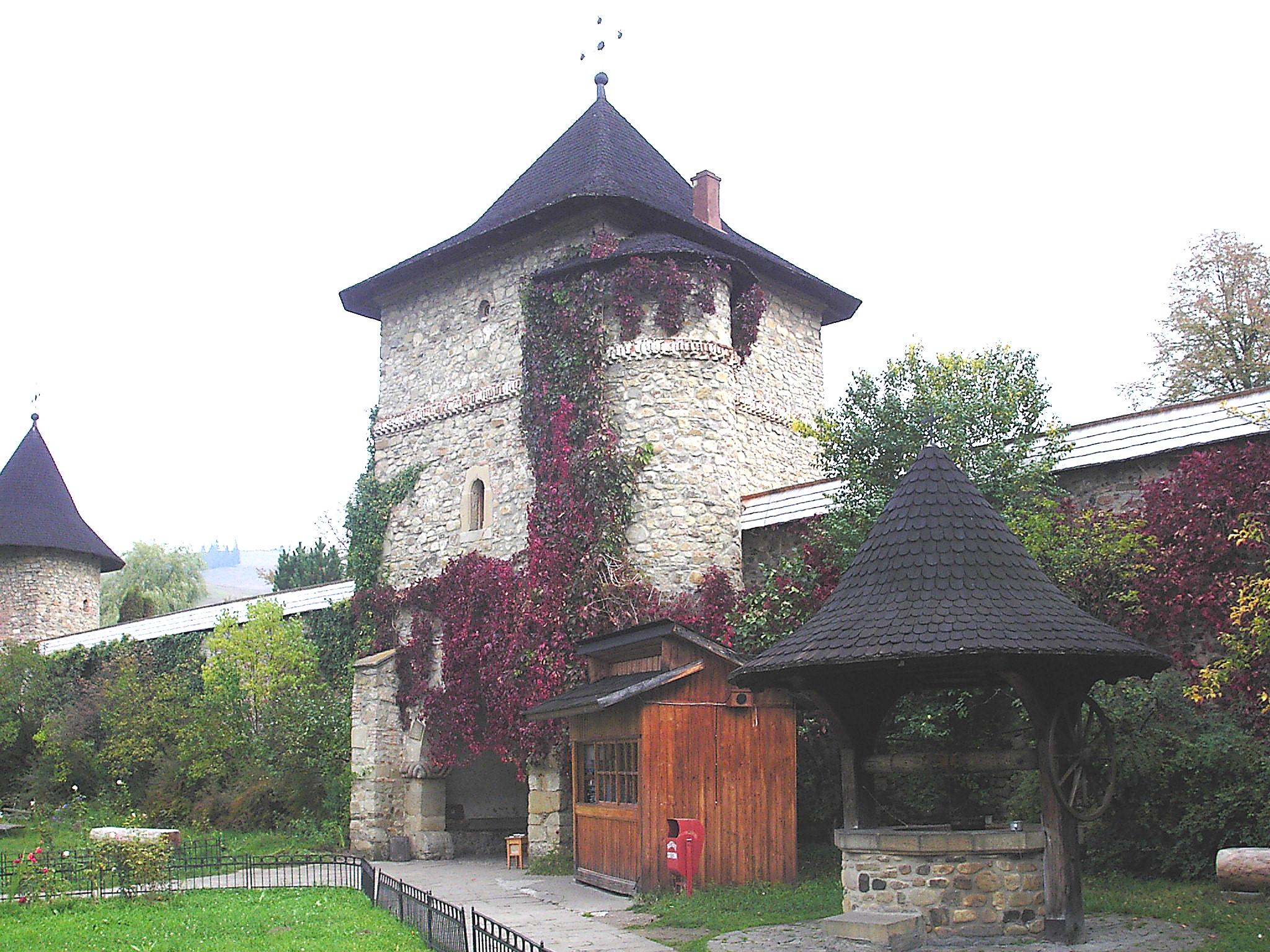
A moldovițai kolostor

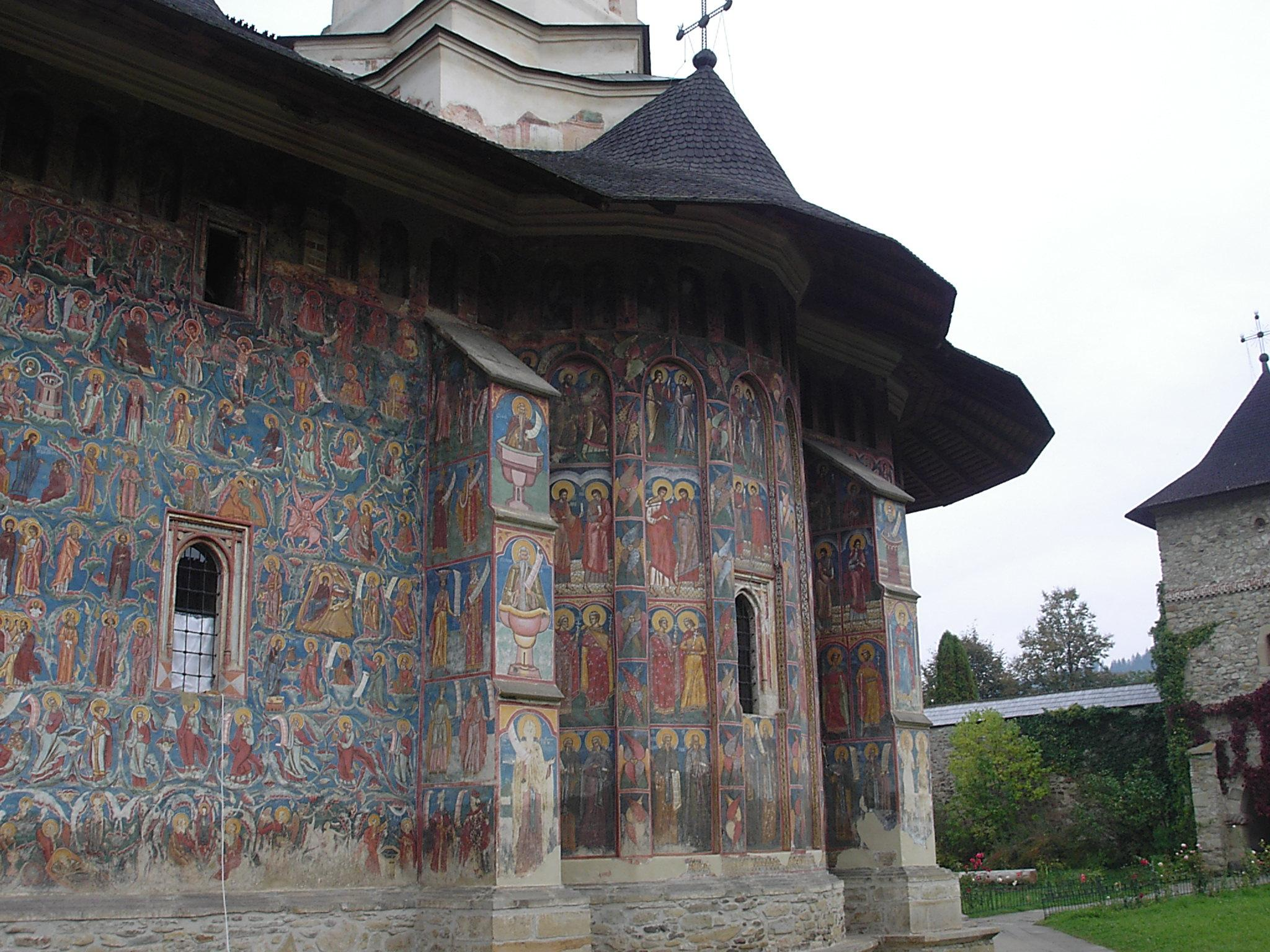
A kolostortemplom délkeleti homlokzata

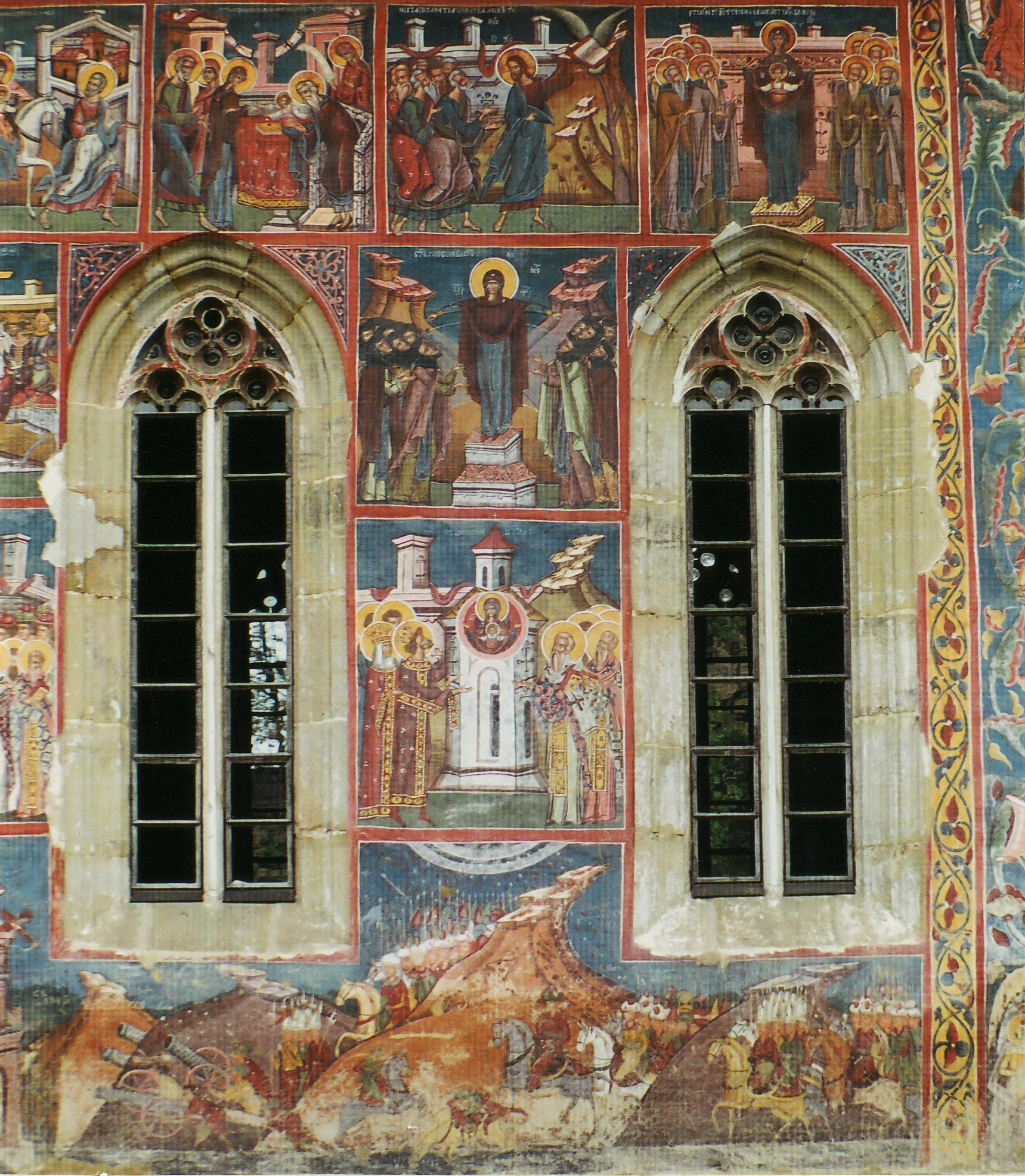
Külső falikép

A moldovițai Angyali üdvözlet templomot is magában foglaló erődszerű kolostoregyüttes a Moldovița folyó és a Ciumirna-patak találkozásánál áll, ahol kutatások szerint már korábban is állt erődítés, amely a Kárpátokon át haladó,  ősi – kelet-nyugati  – kereskedelmi utat védte.

## Elhelyezkedése és története
Az első kolostor feltehetően a 15. század első éveiben, Alexandru cel Bun uralkodása idején épülhetett, maradványai a Ciumirna patak melletti dombon fedezhetők fel. A jelenleg is álló kolostor (amelynek alapvető vallási jellege mellett jelentős gazdasági- és stratégiai funkciója volt) építése Petru Rareș uralkodása idején, a nyugati bejárati előcsarnok déli homlokzatán olvasható felirat szerint 1532. szeptember 8-án fejeződött be, a festése pedig 1537-ben készült el. Az egykori férfikolostort 1934-ben apácakolostorrá alakították át. 17. századi felújítása után korszerű restaurálására 1955–57-ben került sor.

## Építészeti kialakítása
A templom hagyományos módon a kolostorudvar közepén áll, tipikusan moldvai ortodox elrendezésű, az alapító/donátor temetkezési helyét is magába foglaló templomok típusába tartozik. Szerkezeti rendszerében és kialakításában számos keleti-, térkompozíciójában athonita-, az építészeti részletkialakításokban korabeli nyugati stílus-sajátosságok figyelhetők meg. Térsora például nyitott nyugati előcsarnokkal indul, utána – nyolcszögletű csillagboltozással, egymásba metsző szerkezeti vázon kupolával koronázott – pronaosz következik. A jól megvilágított tágas térségből nyílik a sötétebb és viszonylag kisméretű sírterem. Északi oldalán látható az 1619-ben eltemetett Efremnek, Rădăuți püspökének, majd a kolostor vezetőjének síremléke. Ide közvetlenül kapcsolódik a naosz, hagyományos liturgikus központi térként. E tér felett sajátosan moldvai, kétsoros, 45 fokkal elforgatott csegelyes kupola van. Az ablak és ajtónyílások kereteinek gótikus-reneszánsz stílusátmenetisége viszont az erdélyi mesterek jelenlétére utal.

## A templom belső díszítése
Belső falfestésének kompozíciós rendszerét az ortodox egyház szellemisége határozta meg. Az erősen hierarchikus felfogásról árulkodik, hogy a négyzetes kupola tetőpontján „Krisztus Pantokrátor” alakja uralkodik. Körülötte a gyermekét tartó Istenanya (Platütera) képe, próféták és apostolok képei, újtestamentumi jelenetek sora, a templomot Krisztusnak ajánló Petru Rareș fejedelem családjával együtt látható.

## Külső falfestmények
A nyitott előcsarnokban találhatók a ”Teremtés” és az „Utolsó ítélet” jelenetei.
A külső keleti falakon a „Mennyei és földi hierarchia” ábrázolása látható öt, egymás feletti vízszintes sávra tagoltan. Az ókor nevezetes írói, tudósai, például Platón, Püthagorasz, Szókratész, Arisztotelész alakjai is megjelennek. A déli oldalon "Jessze fájá"-nak bemutatása következik, majd délnyugaton a Máriát dicsérő „Akathisztosz himnusz” huszonnégy jelenete következik, köztük a híres „Konstantinápoly ostroma” című képpel. Megnyerő a homlokzaton fennmaradt élénk színű festmények stílusának helyenkénti realizmusa. Az északi falfelület képei az időjárás viszontagságait nem tudták kiállni.

## A kolostor egyéb létesítményei
A kolostor korábbi, tornyos, kétszintes lakóépítménye – felújítva – múzeum és vendégház.